# Carson (Washington)
Carson ist eine Siedlung und ein Census-designated place in Skamania County im US-Bundesstaat Washington.
Der Ort liegt im Skamania County. Er ist bekannt für seine natürlichen heißen Quellen (Carson Hot Springs). Diese können im Carson Hot Springs Resort, ein Dampfbad mit einem Kleinsthotel, oder in der freien Natur besucht werden.

## Geografie und Tourismus
Carson liegt nahe dem Columbia River. Nächstgrößere Orte sind Bingen und White Salmon in der Nähe der Stadt Hood River in Oregon. Wind River Highway verläuft direkt durch die Ortschaft Carson. Von hier aus kann man den Gifford Pinchot National Forest, den Old Man’s Pass sowie den Mount St. Helens erreichen. Das Gebiet bietet Möglichkeiten zum Angeln, Jagen, Wandern, Mountainbike- oder im Winter Schneemobilfahren, Rodeln und zum Langlauf. Carson ist keine eigenständige Stadt und bietet noch viele ursprüngliche Gebäude aus den Gründungsjahren. Carson hatte im Jahr 2010 laut Angaben des Census 2010 eine Bevölkerungszahl von 2279 Einwohnern und 1021 Haushalten, mit einem Durchschnittsalter von rund 43 Jahren.

## Siedlungsgeschichte
Henry Metzger kam in das Skamania County und siedelte sich in der Gegend der späteren Siedlung Carson an. Um beispielsweise zur nächsten Poststation im flussabwärts gelegenen Cascade Locks zu gelangen, war ein Fußmarsch von einem Tag durch unwegsames Gebiet notwendig. Als er 1883 aus dem Norden von The Dalles kommend dorthin gelangte, gab es vor Ort bereits eine Sägemühle sowie einem kleinen Laden und einem Saloon. Nachdem die Sägemühle geschlossen worden war, gab es gegen Ende des Jahres 1887 rund neun Familien und vier unverheiratete Männer, die dort lebten. Bis 1893 gab es weder ein Postamt noch einen Laden im Ort und die Kinder wurden von einer privaten Lehrerin unterrichtet. Für das neu gegründete Postamt wurde der Name Carson ausgewählt.

### Carson Hot Springs
Die heißen Quellen „Carson Hot Springs“ wurden im Jahr 1876 von Isadore St. Martin bei einem Jagdausflug mit einem Freund entdeckt, als er Dampf entlang des Flusses aufsteigen sah. Zwischen den Felsen fand er die Thermalquellen markierte sich den Ort erhob Besitzansprüche auf diesen ursprünglich indianischen Siedlungsort. Er brachte seine kranke Frau Margaret zu diesen Quellen, und die Kunde von der wohltuenden, lindernden Wirkung des Wassers verbreitete sich schnell bei den Siedlern in der Umgebung. Zahlreiche Menschen kamen, um in diesen Quellen zu baden, dabei folgten sie dem Flusslauf des Wind Rivers, um zu dem Ort zu gelangen. Martin begann daraufhin im Jahr 1897 mit dem Bau einer Hotelanlage, die 1901 fertiggestellt wurde. 1923 kamen Kabinen und Badehäuser hinzu. Das Wasser der Quellen hat eine Temperatur von rund 32 bis 49 °C.

### Sägewerk und Verkehrsanbindung
Das Sägewerk wurde 1880 von A. S. Estabrook als wasserbetriebene Mühle gegründet und 1881 auf Dampfbetrieb umgerüstet. Die Baumstämme wurden mit Ochsengespannen zur Mühle gebracht und das Holz auf dem Columbia River auf Segelbooten nach The Dalles transportiert. 1886 wurde das Sägewerk verlagert und die gerodeten Flächen wurden von Einwanderern besiedelt. Im Jahr 1899 wurde eine Straße nach Stevenson angelegt und 1910 wurde von den Bürgern ein Brückenbau beantragt, der 1912 genehmigt und als Hängebrücke umgesetzt wurde. Um das Jahr 1910 gab es in der kleinen Stadt Carson bereits fünf Hotels, ein Restaurant, vier Läden, zwei große Scheunen, eine Schmiede, einen Friseur, zwei Metzgereien, eine Bäckerei, eine Kirche, zwei Schulhäuser und eine kurzlebige Wochenzeitung sowie einen Billardraum, einen Tanzsaal und sieben Saloons. Einer davon befand sich in der Nähe der Schiffsanlegestelle. Der Anschluss an die Northbank railroad im Jahr 1907 hatte viele neue Siedler mit sich gebracht.

### Carson National Fish Hatchery
Die Carson National Fish Hatchery wurde von der „Civilian Conservation Corps“ im Jahr 1937 gegründet um Lachse und Forellen zu züchten. In den 1980er Jahren wurde aufgrund der Zerstörung des natürlichen Lebensraumes und der Laichgründe durch die Auswirkungen des Staudammbaus auf die Lachswanderungen gezielt auf die Aufzucht der „Spring Chinook Lachse“ umgestellt. Seit 1960 hat diese Produktion zur Erholung der Fischpopulation im unteren Columbia River beigetragen. Die Carson National Fish Hatchery setzt nach eigenen Mitteilungen jährlich mehr als 1,1 Millionen Junglachse pro Jahr aus.